# Phaeoses argoceros
Phaeoses argoceros är en fjärilsart som beskrevs av Edward Meyrick 1937. Phaeoses argoceros ingår i släktet Phaeoses och familjen äkta malar, Tineidae. Arten är endast funnen i Singapore. Inga underarter finns listade i Catalogue of Life.